# Chlorophorus faldermanni
Chlorophorus faldermanni là một loài bọ cánh cứng trong họ Cerambycidae.